# SV Kematen
Der SV Kematen ist ein österreichischer Fußballverein aus der gleichnamigen Gemeinde Kematen im Bezirk Innsbruck-Land in Tirol. Die Blues, wie die Spieler durch die Vereinsfarben Blau und Weiß genannt werden, tragen ihre Heimspiele auf dem örtlichen Sportplatz aus. Der 1946 gegründete Verein erreichte 1977 mit der Alpenliga die höchste Spielklasse der Vereinsgeschichte; die dritthöchste Österreichs. Seit der Saison 2014/15 spielt der SV Kematen in der vierthöchsten Tiroler Landesliga.

## Geschichte
1946–1950 Gründung
| 1946 – 1950                                                                                    | 1946 – 1950     | 1946 – 1950               | 1946 – 1950               | 1946 – 1950               | 1946 – 1950               | 1946 – 1950               | 1946 – 1950               |
| Saison                                                                                         | Platz (Teiln.)  | Sp                        | S                         | U                         | N                         | Tore                      | Pkt.                      |
| Gruppe Oberland                                                                                | Gruppe Oberland | Gruppe Oberland           | Gruppe Oberland           | Gruppe Oberland           | Gruppe Oberland           | Gruppe Oberland           | Gruppe Oberland           |
| ---------------------------------------------------------------------------------------------- | --------------- | ------------------------- | ------------------------- | ------------------------- | ------------------------- | ------------------------- | ------------------------- |
| 1946/47 K1 (1)                                                                                 | 08. (8)         | keine vollständigen Daten | keine vollständigen Daten | keine vollständigen Daten | keine vollständigen Daten | keine vollständigen Daten | keine vollständigen Daten |
| B-Klasse Innsbruck                                                                             |                 |                           |                           |                           |                           |                           |                           |
| 1947/48                                                                                        | 07. (7)         | keine vollständigen Daten | keine vollständigen Daten | keine vollständigen Daten | keine vollständigen Daten | keine vollständigen Daten | keine vollständigen Daten |
| 1948/49                                                                                        | 06. (8)         | keine vollständigen Daten | keine vollständigen Daten | keine vollständigen Daten | keine vollständigen Daten | keine vollständigen Daten | keine vollständigen Daten |
| 2. Klasse Oberland                                                                             |                 |                           |                           |                           |                           |                           |                           |
| 1949/50                                                                                        | 05. (8)         | keine vollständigen Daten | keine vollständigen Daten | keine vollständigen Daten | keine vollständigen Daten | keine vollständigen Daten | keine vollständigen Daten |
| Legende                                                                                        |                 |                           |                           |                           |                           |                           |                           |
| K1 Änderung des Meisterschaftsmodus und Umbenennung der Liga. (1) Ligaeinstieg als ASV Kematen |                 |                           |                           |                           |                           |                           |                           |

Mit der Gründung eines Fußballvereines im damaligen Flüchtlingslager Kematen wurde bereits im Jahre 1946 der Grundstein für den heutigen SV Kematen gelegt. Am 5. Juni 1946 beantragten die Kemater beim Tiroler Fußballverband (TFV) die Anmeldung eines „SV Süd-Ost“. Dem Antrag wurde mit der Begründung, dass ausländische Sportler als geschlossener Verein vom TFV nicht aufgenommen werden, eine Absage erteilt, da sämtliche Spieler und Funktionäre Volksdeutsche aus dem rumänisch-ungarisch-jugoslawischen Raum waren, die nach dem Zweiten Weltkrieg ausgesiedelt wurden und in Kematen vorläufig eine Heimat und eine Arbeitsstelle fanden.
Im Herbst 1947 erfolgte schließlich die Gründung des „Arbeitersportvereins Kematen“. Als Sportplatz diente zunächst noch eine Wiese am Michlfeld, ein Jahr später übersiedelte der SV auf den am südlichen Ortsausgang gelegenen Sportplatz, der von Spielern und Funktionären in Eigenregie geebnet wurde. So kämpften die Oberinntaler um die Meisterschaft in der untersten Klasse mit, wobei die laufende Veränderung der Mannschaftszusammensetzung aufgrund dauernder Abgänge und Zugänge Schwierigkeiten mit sich brachte.
1950–1960 Unterste Liga und Aufstieg
| 1950 – 1960                                                   | 1950 – 1960         | 1950 – 1960               | 1950 – 1960               | 1950 – 1960               | 1950 – 1960               | 1950 – 1960               | 1950 – 1960               |
| Saison                                                        | Platz (Teiln.)      | Sp                        | S                         | U                         | N                         | Tore                      | Pkt.                      |
| 1. Klasse Innsbruck                                           | 1. Klasse Innsbruck | 1. Klasse Innsbruck       | 1. Klasse Innsbruck       | 1. Klasse Innsbruck       | 1. Klasse Innsbruck       | 1. Klasse Innsbruck       | 1. Klasse Innsbruck       |
| ------------------------------------------------------------- | ------------------- | ------------------------- | ------------------------- | ------------------------- | ------------------------- | ------------------------- | ------------------------- |
| 1950/51 K1                                                    | 05. (7)             | keine vollständigen Daten | keine vollständigen Daten | keine vollständigen Daten | keine vollständigen Daten | keine vollständigen Daten | keine vollständigen Daten |
| 1951/52                                                       | 04. (6)             | keine vollständigen Daten | keine vollständigen Daten | keine vollständigen Daten | keine vollständigen Daten | keine vollständigen Daten | keine vollständigen Daten |
| 1952/53                                                       | 08. (9)             | keine vollständigen Daten | keine vollständigen Daten | keine vollständigen Daten | keine vollständigen Daten | keine vollständigen Daten | keine vollständigen Daten |
| 1953/54                                                       | 03. (4)             | keine vollständigen Daten | keine vollständigen Daten | keine vollständigen Daten | keine vollständigen Daten | keine vollständigen Daten | keine vollständigen Daten |
| 1. Klasse Innsbruck/Aufstiegsrunde                            |                     |                           |                           |                           |                           |                           |                           |
| 1954/55                                                       | 01. (7)             | keine vollständigen Daten | keine vollständigen Daten | keine vollständigen Daten | keine vollständigen Daten | keine vollständigen Daten | keine vollständigen Daten |
| 1954/55                                                       | 03. (3)             | keine vollständigen Daten | keine vollständigen Daten | keine vollständigen Daten | keine vollständigen Daten | keine vollständigen Daten | keine vollständigen Daten |
| 1955/56                                                       | 02. (9)             | keine vollständigen Daten | keine vollständigen Daten | keine vollständigen Daten | keine vollständigen Daten | keine vollständigen Daten | keine vollständigen Daten |
| 1956/57                                                       | 02. (8)             | keine vollständigen Daten | keine vollständigen Daten | keine vollständigen Daten | keine vollständigen Daten | keine vollständigen Daten | keine vollständigen Daten |
| 1957/58                                                       | 03. (7)             | keine vollständigen Daten | keine vollständigen Daten | keine vollständigen Daten | keine vollständigen Daten | keine vollständigen Daten | keine vollständigen Daten |
| 1. Klasse Innsbruck/Aufstiegsrunde                            |                     |                           |                           |                           |                           |                           |                           |
| 1958/59                                                       | 01. (6)             | keine vollständigen Daten | keine vollständigen Daten | keine vollständigen Daten | keine vollständigen Daten | keine vollständigen Daten | keine vollständigen Daten |
| 1958/59                                                       | 03. (3)             | keine vollständigen Daten | keine vollständigen Daten | keine vollständigen Daten | keine vollständigen Daten | keine vollständigen Daten | keine vollständigen Daten |
| 1959/60                                                       | 01.                 | keine vollständigen Daten | keine vollständigen Daten | keine vollständigen Daten | keine vollständigen Daten | keine vollständigen Daten | keine vollständigen Daten |
| Legende                                                       |                     |                           |                           |                           |                           |                           |                           |
|                                                               | Aufstieg            |                           |                           |                           |                           |                           |                           |
| K1 Änderung des Meisterschaftsmodus und Umbenennung der Liga. |                     |                           |                           |                           |                           |                           |                           |

Als im Jahre 1949 das Betreiben einer Nachwuchsmannschaft Pflicht wurde, entschloss der Sportverein sich in Kematen, eine Jugendmannschaft ins Leben zu rufen. In der Folge entwickelte sich zunehmend sportlicher Erfolg: Insgesamt dreimal sicherten sich die Kemater in den späten fünfziger Jahren den Meistertitel in der Klasse Innsbruck und Umgebung, den Aufstieg in die Landesliga erreichten die Kemater erst im Jahre 1960. Zuvor mussten die Kemater sich immer in der Aufstiegsqualifikation geschlagen geben.
1960–1974 Tiroler Landesliga
| 1960 – 1974                                                                                              | 1960 – 1974        | 1960 – 1974               | 1960 – 1974               | 1960 – 1974               | 1960 – 1974               | 1960 – 1974               | 1960 – 1974               |
| Saison                                                                                                   | Platz (Teiln.)     | Sp                        | S                         | U                         | N                         | Tore                      | Pkt.                      |
| Tiroler Landesliga                                                                                       | Tiroler Landesliga | Tiroler Landesliga        | Tiroler Landesliga        | Tiroler Landesliga        | Tiroler Landesliga        | Tiroler Landesliga        | Tiroler Landesliga        |
| --- | ------------------ | ------------------------- | ------------------------- | ------------------------- | ------------------------- | ------------------------- | ------------------------- |
| 1960/61 K1                                                                                               | 09 . (12)          | keine vollständigen Daten | keine vollständigen Daten | keine vollständigen Daten | keine vollständigen Daten | keine vollständigen Daten | keine vollständigen Daten |
| 1961/62 (1)                                                                                              | 08. (12)           | keine vollständigen Daten | keine vollständigen Daten | keine vollständigen Daten | keine vollständigen Daten | keine vollständigen Daten | keine vollständigen Daten |
| 1962/63                                                                                                  | 02. (12)           | keine vollständigen Daten | keine vollständigen Daten | keine vollständigen Daten | keine vollständigen Daten | keine vollständigen Daten | keine vollständigen Daten |
| 1963/64                                                                                                  | 04. (12)           | keine vollständigen Daten | keine vollständigen Daten | keine vollständigen Daten | keine vollständigen Daten | keine vollständigen Daten | keine vollständigen Daten |
| 1964/65                                                                                                  | 09. (12)           | keine vollständigen Daten | keine vollständigen Daten | keine vollständigen Daten | keine vollständigen Daten | keine vollständigen Daten | keine vollständigen Daten |
| 1965/66                                                                                                  | 08. (12)           | keine vollständigen Daten | keine vollständigen Daten | keine vollständigen Daten | keine vollständigen Daten | keine vollständigen Daten | keine vollständigen Daten |
| 1966/67                                                                                                  | 09. (12)           | keine vollständigen Daten | keine vollständigen Daten | keine vollständigen Daten | keine vollständigen Daten | keine vollständigen Daten | keine vollständigen Daten |
| 1967/68                                                                                                  | 07. (12)           | keine vollständigen Daten | keine vollständigen Daten | keine vollständigen Daten | keine vollständigen Daten | keine vollständigen Daten | keine vollständigen Daten |
| 1968/69                                                                                                  | 03. (12)           | keine vollständigen Daten | keine vollständigen Daten | keine vollständigen Daten | keine vollständigen Daten | keine vollständigen Daten | keine vollständigen Daten |
| 1969/70                                                                                                  | 09. (12)           | keine vollständigen Daten | keine vollständigen Daten | keine vollständigen Daten | keine vollständigen Daten | keine vollständigen Daten | keine vollständigen Daten |
| 1970/71                                                                                                  | 11. (12)           | keine vollständigen Daten | keine vollständigen Daten | keine vollständigen Daten | keine vollständigen Daten | keine vollständigen Daten | keine vollständigen Daten |
| 1971/72                                                                                                  | 11. (12)           | keine vollständigen Daten | keine vollständigen Daten | keine vollständigen Daten | keine vollständigen Daten | keine vollständigen Daten | keine vollständigen Daten |
| 1972/73                                                                                                  | 06. (12)           | keine vollständigen Daten | keine vollständigen Daten | keine vollständigen Daten | keine vollständigen Daten | keine vollständigen Daten | keine vollständigen Daten |
| 1973/74                                                                                                  | 04. (12)           | keine vollständigen Daten | keine vollständigen Daten | keine vollständigen Daten | keine vollständigen Daten | keine vollständigen Daten | keine vollständigen Daten |
| Legende                                                                                                  |                    |                           |                           |                           |                           |                           |                           |
| K1 Änderung des Meisterschaftsmodus und Umbenennung der Liga. (1) Umbenennung des Vereins in SV Kematen. |                    |                           |                           |                           |                           |                           |                           |

Nachdem die Vereinsführung sich ab 1962 den heutigen Namen SV Kematen einigte, schafften die Kemater im Jahre 1963 sogar den Vizemeistertitel in der Landesliga.
1974–1985 Tiroler Landesliga bis Alpenliga
| 1974 – 1985                                                   | 1974 – 1985        | 1974 – 1985               | 1974 – 1985               | 1974 – 1985               | 1974 – 1985               | 1974 – 1985               | 1974 – 1985               |
| Saison                                                        | Platz (Teiln.)     | Sp                        | S                         | U                         | N                         | Tore                      | Pkt.                      |
| Tiroler Landesliga                                            | Tiroler Landesliga | Tiroler Landesliga        | Tiroler Landesliga        | Tiroler Landesliga        | Tiroler Landesliga        | Tiroler Landesliga        | Tiroler Landesliga        |
| ------------------------------------------------------------- | ------------------ | ------------------------- | ------------------------- | ------------------------- | ------------------------- | ------------------------- | ------------------------- |
| 1974/75 K1                                                    | 08. (12)           | keine vollständigen Daten | keine vollständigen Daten | keine vollständigen Daten | keine vollständigen Daten | keine vollständigen Daten | keine vollständigen Daten |
| 1975/76                                                       | 06. (12)           | keine vollständigen Daten | keine vollständigen Daten | keine vollständigen Daten | keine vollständigen Daten | keine vollständigen Daten | keine vollständigen Daten |
| 1976/77                                                       | 06. (12)           | keine vollständigen Daten | keine vollständigen Daten | keine vollständigen Daten | keine vollständigen Daten | keine vollständigen Daten | keine vollständigen Daten |
| Alpenliga                                                     |                    |                           |                           |                           |                           |                           |                           |
| 1977/78                                                       | 07. (14)           | keine vollständigen Daten | keine vollständigen Daten | keine vollständigen Daten | keine vollständigen Daten | keine vollständigen Daten | keine vollständigen Daten |
| 1978/79                                                       | 11. (14)           | keine vollständigen Daten | keine vollständigen Daten | keine vollständigen Daten | keine vollständigen Daten | keine vollständigen Daten | keine vollständigen Daten |
| 1979/80                                                       | 13. (14)           | keine vollständigen Daten | keine vollständigen Daten | keine vollständigen Daten | keine vollständigen Daten | keine vollständigen Daten | keine vollständigen Daten |
| Tiroler Landesliga                                            |                    |                           |                           |                           |                           |                           |                           |
| 1980/81                                                       | 07. (14)           | keine vollständigen Daten | keine vollständigen Daten | keine vollständigen Daten | keine vollständigen Daten | keine vollständigen Daten | keine vollständigen Daten |
| 1981/82                                                       | 05. (14)           | keine vollständigen Daten | keine vollständigen Daten | keine vollständigen Daten | keine vollständigen Daten | keine vollständigen Daten | keine vollständigen Daten |
| 1982/83                                                       | 14. (14)           | keine vollständigen Daten | keine vollständigen Daten | keine vollständigen Daten | keine vollständigen Daten | keine vollständigen Daten | keine vollständigen Daten |
| 1983/84                                                       | 04. (14)           | keine vollständigen Daten | keine vollständigen Daten | keine vollständigen Daten | keine vollständigen Daten | keine vollständigen Daten | keine vollständigen Daten |
| 1984/85                                                       | 11. (13)           | keine vollständigen Daten | keine vollständigen Daten | keine vollständigen Daten | keine vollständigen Daten | keine vollständigen Daten | keine vollständigen Daten |
| Legende                                                       |                    |                           |                           |                           |                           |                           |                           |
|                                                               | Aufstieg           |                           |                           |                           |                           |                           |                           |
|                                                               | Abstieg            |                           |                           |                           |                           |                           |                           |
| K1 Änderung des Meisterschaftsmodus und Umbenennung der Liga. |                    |                           |                           |                           |                           |                           |                           |

Nachdem 1968 eine neue Sportanlage eröffnet wurde und der Verein insgesamt 17 Jahre in der Landesliga verbrachte, schafften der Verein 1977 den Aufstieg in die Alpenliga. Dort etablierten die Kemater sich in den folgenden drei Jahren und begann 1979 mit dem Bau einer Mehrzweckhalle und eines Trainingsplatzes mit Flutlichtanlage. Nach deren Fertigstellung im Jahre 1980 erfolgte allerdings eine Umstrukturierung des österreichischen Ligasystems, sodass der SV Kematen zurück in die Landesliga gestuft wurde.
1985–1995 Tiroler Liga und Landesliga West
| 1985 – 1995                                                   | 1985 – 1995    | 1985 – 1995               | 1985 – 1995               | 1985 – 1995               | 1985 – 1995               | 1985 – 1995               | 1985 – 1995               |
| Saison                                                        | Platz (Teiln.) | Sp                        | S                         | U                         | N                         | Tore                      | Pkt.                      |
| Tiroler Liga                                                  | Tiroler Liga   | Tiroler Liga              | Tiroler Liga              | Tiroler Liga              | Tiroler Liga              | Tiroler Liga              | Tiroler Liga              |
| ------------------------------------------------------------- | -------------- | ------------------------- | ------------------------- | ------------------------- | ------------------------- | ------------------------- | ------------------------- |
| 1985/86 K1                                                    | 08. (14)       | keine vollständigen Daten | keine vollständigen Daten | keine vollständigen Daten | keine vollständigen Daten | keine vollständigen Daten | keine vollständigen Daten |
| 1986/87                                                       | 11. (14)       | keine vollständigen Daten | keine vollständigen Daten | keine vollständigen Daten | keine vollständigen Daten | keine vollständigen Daten | keine vollständigen Daten |
| 1987/88                                                       | 12. (14)       | keine vollständigen Daten | keine vollständigen Daten | keine vollständigen Daten | keine vollständigen Daten | keine vollständigen Daten | keine vollständigen Daten |
| Landesliga West                                               |                |                           |                           |                           |                           |                           |                           |
| 1988/89                                                       | 07. (12)       | keine vollständigen Daten | keine vollständigen Daten | keine vollständigen Daten | keine vollständigen Daten | keine vollständigen Daten | keine vollständigen Daten |
| 1989/90                                                       | 05. (12)       | keine vollständigen Daten | keine vollständigen Daten | keine vollständigen Daten | keine vollständigen Daten | keine vollständigen Daten | keine vollständigen Daten |
| 1990/91                                                       | 03. (12)       | keine vollständigen Daten | keine vollständigen Daten | keine vollständigen Daten | keine vollständigen Daten | keine vollständigen Daten | keine vollständigen Daten |
| 1991/92                                                       | 02. (12)       | keine vollständigen Daten | keine vollständigen Daten | keine vollständigen Daten | keine vollständigen Daten | keine vollständigen Daten | keine vollständigen Daten |
| Tiroler Liga                                                  |                |                           |                           |                           |                           |                           |                           |
| 1992/93 K1                                                    | 08. (14)       | keine vollständigen Daten | keine vollständigen Daten | keine vollständigen Daten | keine vollständigen Daten | keine vollständigen Daten | keine vollständigen Daten |
| 1993/94                                                       | 13. (14)       | keine vollständigen Daten | keine vollständigen Daten | keine vollständigen Daten | keine vollständigen Daten | keine vollständigen Daten | keine vollständigen Daten |
| Landesliga West                                               |                |                           |                           |                           |                           |                           |                           |
| 1994/95                                                       | 04. (12)       | keine vollständigen Daten | keine vollständigen Daten | keine vollständigen Daten | keine vollständigen Daten | keine vollständigen Daten | keine vollständigen Daten |
| Legende                                                       |                |                           |                           |                           |                           |                           |                           |
|                                                               | Aufstieg       |                           |                           |                           |                           |                           |                           |
|                                                               | Abstieg        |                           |                           |                           |                           |                           |                           |
| K1 Änderung des Meisterschaftsmodus und Umbenennung der Liga. |                |                           |                           |                           |                           |                           |                           |

In der Tiroler Landesliga hielt der Sportverein sich weitere acht Jahre, ehe die Kemater 1988 den Gang in die fünftklassige Landesliga West antreten musste. Bereits vier Jahre später schafften die Melacher als Vizemeister wieder den Aufstieg in die Tiroler Landesliga, zwei Jahre später stieg der Verein wieder ab.
seit 1995 Tiroler Liga bis Gebietsliga und retour
| seit 1995                                   | seit 1995       | seit 1995                 | seit 1995                 | seit 1995                 | seit 1995                 | seit 1995                 | seit 1995                 |
| Saison                                      | Platz (Teiln.)  | Sp                        | S                         | U                         | N                         | Tore                      | Pkt.                      |
| Landesliga West                             | Landesliga West | Landesliga West           | Landesliga West           | Landesliga West           | Landesliga West           | Landesliga West           | Landesliga West           |
| ------------------------------------------- | --------------- | ------------------------- | ------------------------- | ------------------------- | ------------------------- | ------------------------- | ------------------------- |
| 1995/96 K1                                  | 01. (12)        | keine vollständigen Daten | keine vollständigen Daten | keine vollständigen Daten | keine vollständigen Daten | keine vollständigen Daten | keine vollständigen Daten |
| Tiroler Liga                                |                 |                           |                           |                           |                           |                           |                           |
| 1996/97                                     | 11. (16)        | keine vollständigen Daten | keine vollständigen Daten | keine vollständigen Daten | keine vollständigen Daten | keine vollständigen Daten | keine vollständigen Daten |
| 1997/98                                     | 12. (16)        | keine vollständigen Daten | keine vollständigen Daten | keine vollständigen Daten | keine vollständigen Daten | keine vollständigen Daten | keine vollständigen Daten |
| 1998/99                                     | 14. (16)        | keine vollständigen Daten | keine vollständigen Daten | keine vollständigen Daten | keine vollständigen Daten | keine vollständigen Daten | keine vollständigen Daten |
| 1999/2000                                   | 16. (16)        | keine vollständigen Daten | keine vollständigen Daten | keine vollständigen Daten | keine vollständigen Daten | keine vollständigen Daten | keine vollständigen Daten |
| Landesliga West                             |                 |                           |                           |                           |                           |                           |                           |
| 2000/01                                     | 11. (14)        | keine vollständigen Daten | keine vollständigen Daten | keine vollständigen Daten | keine vollständigen Daten | keine vollständigen Daten | keine vollständigen Daten |
| 2001/02                                     | 12. (15)        | keine vollständigen Daten | keine vollständigen Daten | keine vollständigen Daten | keine vollständigen Daten | keine vollständigen Daten | keine vollständigen Daten |
| 2002/03                                     | 13. (14)        | keine vollständigen Daten | keine vollständigen Daten | keine vollständigen Daten | keine vollständigen Daten | keine vollständigen Daten | keine vollständigen Daten |
| Gebietsliga West                            |                 |                           |                           |                           |                           |                           |                           |
| 2003/04                                     | 05. (14)        | keine vollständigen Daten | keine vollständigen Daten | keine vollständigen Daten | keine vollständigen Daten | keine vollständigen Daten | keine vollständigen Daten |
| 2004/05                                     | 02. (14)        | keine vollständigen Daten | keine vollständigen Daten | keine vollständigen Daten | keine vollständigen Daten | keine vollständigen Daten | keine vollständigen Daten |
| Landesliga West                             |                 |                           |                           |                           |                           |                           |                           |
| 2005/06                                     | 02. (14)        | keine vollständigen Daten | keine vollständigen Daten | keine vollständigen Daten | keine vollständigen Daten | keine vollständigen Daten | keine vollständigen Daten |
| Telesystem Tirol Liga                       |                 |                           |                           |                           |                           |                           |                           |
| 2006/07                                     | 11. (16)        | 30                        | 10                        | 05                        | 15                        | 46:60                     | 35                        |
| 2007/08                                     | 16. (16)        | 30                        | 05                        | 10                        | 15                        | 28:51                     | 0                         |
| Landesliga West                             |                 |                           |                           |                           |                           |                           |                           |
| 2008/09                                     | 07. (14)        | 26                        | 11                        | 05                        | 10                        | 49:40                     | 38                        |
| 2009/10                                     | 04. (14)        | 26                        | 15                        | 04                        | 07                        | 71:35                     | 49                        |
| 2010/11                                     | 01. (14)        | 26                        | 16                        | 04                        | 06                        | 76:46                     | 52                        |
| UPC Tirol Liga                              |                 |                           |                           |                           |                           |                           |                           |
| 2011/12                                     | 09. (16)        | 30                        | 11                        | 07                        | 12                        | 70:59                     | 40                        |
| 2012/13                                     | 15. (16)        | 30                        | 07                        | 04                        | 19                        | 50:80                     | 25                        |
| Landesliga West                             |                 |                           |                           |                           |                           |                           |                           |
| 2013/14                                     | 01. (14)        | 26                        | 20                        | 02                        | 04                        | 62:26                     | 62                        |
| UPC Tirol Liga                              |                 |                           |                           |                           |                           |                           |                           |
| 2014/15                                     | 04. (16)        | 30                        | 14                        | 07                        | 09                        | 57:49                     | 49                        |
| 2015/16                                     | 06. (16)        | 30                        | 15                        | 04                        | 11                        | 58:49                     | 49                        |
| 2016/17                                     | 10. (16)        | 30                        | 11                        | 04                        | 15                        | 52:56                     | 37                        |
| 2017/18                                     | 07. (16)        | 30                        | 13                        | 06                        | 11                        | 70:57                     | 45                        |
| 2018/19                                     | 06. (16)        | 30                        | 16                        | 04                        | 10                        | 59:40                     | 52                        |
| Legende                                     |                 |                           |                           |                           |                           |                           |                           |
|                                             | Aufstieg        |                           |                           |                           |                           |                           |                           |
|                                             | Abstieg         |                           |                           |                           |                           |                           |                           |
| K1 1995/96: Einführung der Dreipunkteregel. |                 |                           |                           |                           |                           |                           |                           |

Bereits 1996 schafften die Kemater als Meister wieder den Aufstieg in die Tiroler Landesliga, aus der der Sportverein sich im Jahre 2000 aufgrund fehlender Qualität verabschiedete. Viele Leistungsträger hatten den Verein verlassen oder ihre aktive Karriere beendet. Der Versuch einer Neuaufstellung der Mannschaft scheiterte vorerst, sodass die Kemater 2003 gar in die sechstklassige Gebietsliga abstieg. Nachdem der Sportverein in den Saisons 2004/05 und 2005/06 in die Tiroler Landesliga durchmarschierte, ging es 2008 zurück in die Fünftklassigkeit.
Mit dem Landesligatitel 2011 erreichte der SV Kematen wieder die Tiroler Landesliga, 2013 ging es nach einem spannenden Abstiegskampf wieder in die 5. Leistungsklasse zurück. Allerdings dauerte der Verbleib in der Landesliga West nur eine Saison. Mit Trainer Markus Schnellrieder konnte ein neuer Trainer gefunden werden, der über Trainererfahrung in der zweiten (Wörgl) und dritten (Hall, Axams) österreichischen Liga hatte. Bereits im Winter hatte die Mannschaft 8 Punkte Vorsprung auf den Tabellenzweiten, am Ende waren es sogar 15 Punkte Vorsprung auf den SV Telfs.
Somit spielen die Blues ab der Saison 2014/15 wieder in der höchsten Tiroler Spielklasse und dürfen sich wieder gegen große Tiroler Fußballvereine messen. Als Aufsteiger erreichte der Verein am Ende der Saison den hervorragenden 4. Platz, der SV Kematen war somit der beste Aufsteiger der Tiroler Liga.

## Sportplatz Kematen
2014 wurden der Neubau des Rasenplatzes sowie der eines Kabinengebäudes mit 7 Kabinen in Angriff genommen. Mit einer Spielfeldgröße von 105 × 68 Metern gehört der Sportplatz Kematen zu den größten Plätzen Nordtirols. Seit dem Derby gegen Zirl (1:1) am 18. April 2015 wird wieder am Rasenplatz gespielt, für die Spielanlage der Kemater Mannschaft sicher kein Nachteil. Die offizielle Platzeröffnung und Einweihung fand am 18. Juni 2015 statt, das Eröffnungsspiel bestritten die Kampfmannschaften von Kematen und Oberperfuss, die Hausherren siegten dabei mit 2:1.
Aufgrund der Tatsache, dass es sich beim Sportplatz Kematen um eine wirklich sehenswerte Anlage handelt konnten einige renommierte europäische Spitzenmannschaften wie Ajax Amsterdam, Dynamo Moskau, Eintracht Frankfurt oder Feyenoord Rotterdam im Sommer 2015 zu Freundschaftsspielen eingeladen werden. Der Tiroler Meister und Cupsieger SVG Reichenau verlegte sein ÖFB Samsung-Cup Spiel gegen Austria Klagenfurt nach Kematen.

## Titel und Erfolge
- 3 × Drittligateilnahme (Alpenliga): 1977/78 bis 1979/80